# Beckmann-Thermometer

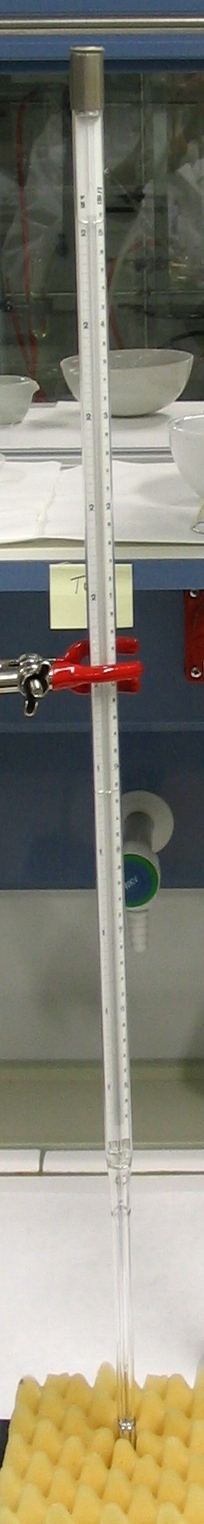
Absolutes Beckmann-Thermometer

Das Beckmann-Thermometer (nach Ernst Otto Beckmann 1905) ist eine spezielle Bauweise eines Quecksilberthermometers.
Es ermöglicht die Messung von Temperaturdifferenzen mit einer Auflösung von 0,01 °C. Erreicht wird dies durch Verwendung einer besonders feinen Quecksilber-Kapillare.
Der Nachteil des Beckmann-Thermometers ist, dass aufgrund der großen Aufspreizung des Temperaturbereichs (1 °C entspricht einem Quecksilberfaden von etwa 5 cm Länge) der Gesamtmessbereich klein ist, etwa 5 °C (d. h. um 0 … 100 °C darstellen zu können, müsste das Thermometer 5 m lang sein).
Die hohe Aufspreizung wird dadurch erreicht, dass das Thermometer unter Verzicht auf einen justierten Anfangspunkt auf den benötigten Messbereich eingestellt wird. Dazu kann die Quecksilbermenge in der Kapillare von Hand so eingestellt werden, dass der Quecksilber-Spiegel für den interessierenden Bereich innerhalb der Skala liegt – dessen Einstellung erfordert ein gewisses Mindestmaß an Geschicklichkeit.
Damit kann das Beckmann-Thermometer lediglich Temperatur-Änderungen messen, jedoch keine Temperatur selber.
Benutzt wurde es früher zur genauen Bestimmung von Schmelzpunkts- und Siedepunktsänderungen und darüber zur Ermittlung der molaren Masse mit Hilfe der Kryoskopie. Heute nutzen es hauptsächlich noch Studenten im Grundpraktikum der physikalischen Chemie.
Der Preis für ein Beckmann-Thermometer liegt bei etwa 150 Euro.
Es gibt heute elektronische Geräte, die dieselbe Auflösung erreichen, weniger kosten, mechanisch stabiler, kleiner und leichter sind und zudem den Vorteil haben, Absoluttemperaturen zu liefern (z. B. Pt100-Widerstandsthermometer).